# آنا پروخنیاک
آنا پروخنیاک (لهستانی: Anna Próchniak؛ زادهٔ ۲۲ دسامبر ۱۹۸۸) بازیگر اهل لهستان است.
از فیلم‌هایی که وی در آن نقش داشته‌است، می‌توان به گوش آقای رئیس، رفتارشناس، خون از خون، روزگار خوش، بی‌شرم، درهم‌شکستن محدودیت‌ها، قانون حقیقی، ورشو ۴۴ و معصومان اشاره کرد.